# Journal 64
Journal 64 er en roman fra 2010 skrevet af den danske krimiforfatter Jussi Adler-Olsen. Bogen er udgivet på Politikens Forlag. Bogen er nummer fire i Jussi Adler-Olsens serie om Afdeling Q.

## Handling
Handlingen tager udgangspunkt i en række mystiske forsvindinger i 1987, som Afdeling Q gerne vil finde en sammenhæng imellem. Forsvindingssagerne bliver gennem bogen langsomt kædet mere og mere sammen for både læseren og Afdeling Q, og gradvist dukker der nye ubehagelige oplysninger og hændelser frem. Forsvindingerne har én person til fælles, en Nete Hermansen, hvis historier bringer mange fortællinger om tiden på Sprogø (Kvindebehandlingshjem for ”åndssvage” i perioden 1955-1961 en af de Kellerske Anstalter) frem i lyset. Sprogøhistorierne bliver viderehen linket til en Curt Wad, formand for det nærmest fascistiske parti Rene Linier og leder af projektet Den Hemmelige Kamp, der går ud på at udføre tvangssterilisationer og -aborter på kvinder, man ikke anser for værdige til at formere sig.
Pludselig bliver Afdeling Q flettet ind i en meget større efterforskning end de hidtil havde regnet med, og efterforskerholdet kommer ind i et spil, de ikke er vant til at spille. Pludselig er de kommet i søgelyset hos Curt Wad og hans kumpaner, der vil gøre alt hvad der står i deres magt for at holde deres grimme gerninger hemmelige.